# تپه آل قلی
تپه آل قلی مربوط به دوران‌های تاریخی پس از اسلام است و در شهرستان کلاله، بخش مرکزی، روستای زاویه پائین واقع شده و این اثر در تاریخ ۷ مرداد ۱۳۸۲ با شمارهٔ ثبت ۹۳۳۷ به‌عنوان یکی از آثار ملی ایران به ثبت رسیده است.